# Lina Rafn

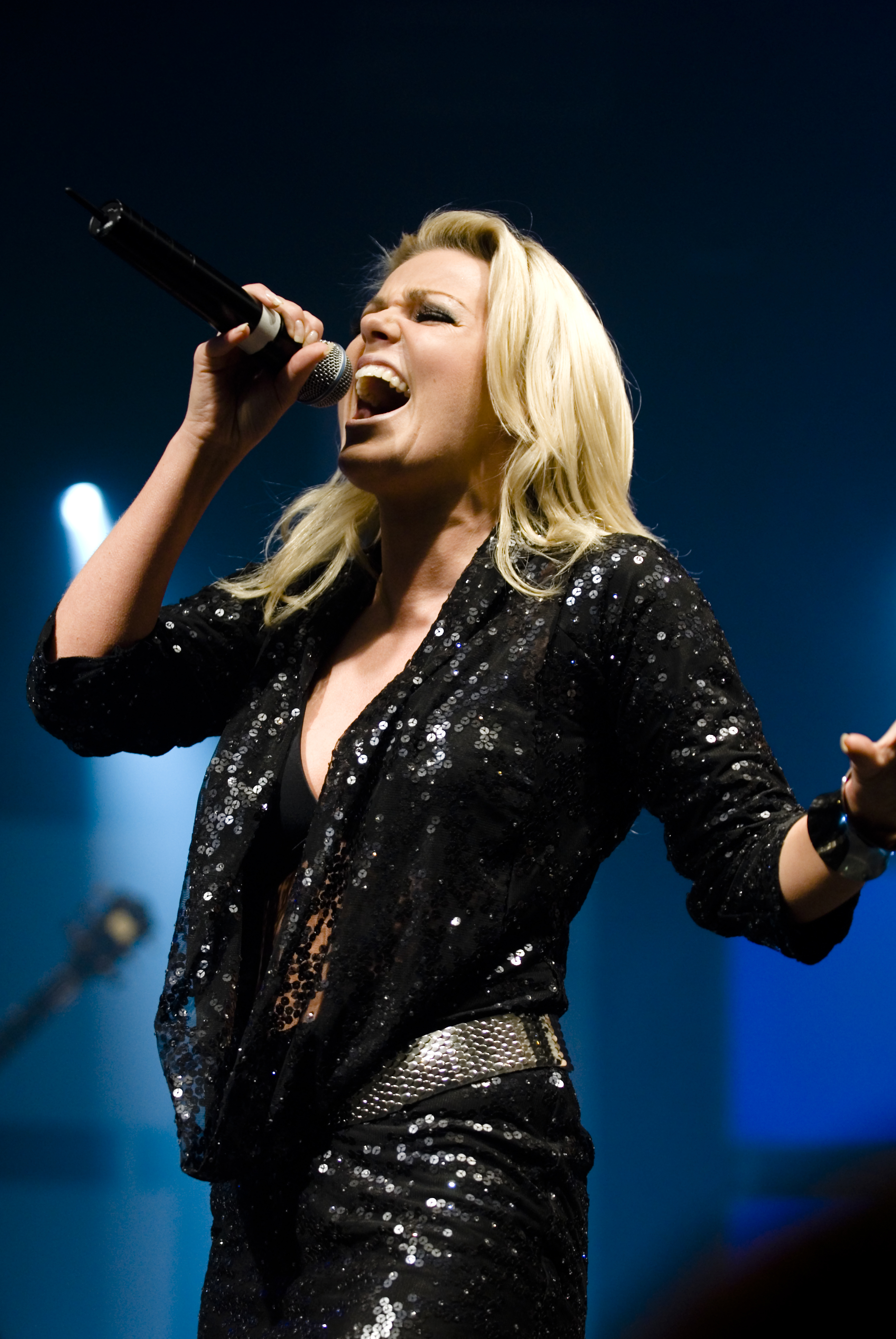
Lina Rafn bei den dänischen DJ Awards, 2007

Lina Rafn (geborene Lina Rafn Sørensen; * 12. August 1976 in Kopenhagen) ist eine dänische Popsängerin, Songschreiberin, Produzentin und die zweite Hälfte des Dance-Music-Duos Infernal.
Lina Rafn ist auf Nørrebro in Kopenhagen geboren und in der Vorstadt Herlev aufgewachsen. Bevor sie 1997 mit Infernal anfing, betätigte sie sich als Tänzerin für verschiedene Gruppen, Fernsehshows, Filme usw. Anfangs war sie auch nicht als Sängerin von Infernal vorgesehen, nahm dann aber ein paar Gesangsstunden und etablierte sich als eine der international erfolgreichsten dänischen Popmusikerinnen. 2007 waren Infernal die meistgehörten Dänen weltweit. Ihr bekanntester Hit ist From Paris to Berlin.
2007 machte Lina Rafn in Dänemark auf sich aufmerksam, als sie ihre Kostüme und Make-up von der Steuer absetzen wollte. Nachdem sie vor Gericht verloren hatte, traf sie sich zu einem Gespräch mit dem dänischen Steuerminister. Die dänische Musikerverband unterstützte sie in der Sache.
Seit der ersten Staffel 2007/2008 ist sie eines der drei Jurymitglieder bei der Castingshow X Factor von DR1. Auch bei der zweiten Staffel 2008/2009 ist sie dabei. Die Sendung hat ungefähr 2 Millionen Zuschauer (40 % der dänischen Bevölkerung).